# So Serious
«So Serious» es una canción del grupo británico Electric Light Orchestra, publicada en el álbum de estudio Balance of Power (1986). La canción, compuesta por Jeff Lynne, fue también publicada como el segundo sencillo del álbum en mayo de 1986, tras «Calling America».
La letra de la canción hace alusión al creciente desinterés de Lynne con su implicación en la Electric Light Orchestra, y al igual que la mayoría de las canciones del álbum, el contenido lírico está en marcado contraste con la melodía optimista. Según Ira Robbins: «En este disco de corazón pesado con un irónico sonido musical alegre y sin sección de cuerdas, canciones como "So Serious" y "Getting to the Point" podrían lamentar la pérdida de un romance, pero ambas son indicadores de los sentimientos de Lynne con el grupo que había sido el centro de su vida musical durante años. "Creo que realmente hemos estado fuera de contacto", canta en la primera, mientras que en la segunda lamenta: "Está llegando un punto de no retorno, y todo lo que puedo hacer es pararme y verlo arder"».

## Lista de canciones
Todas las canciones escritas y compuestas por Jeff Lynne. 
| 7"  |                    |          |  |
| N.º | Título             | Duración |  |
| 1.  | «So Serious»       | 2:38     |  |
| 2.  | «A Matter of Fact» | 4:04     |  |

| 12" |                                        |          |  |
| N.º | Título                                 | Duración |  |
| 1.  | «So Serious»                           | 2:38     |  |
| 2.  | «A Matter of Fact»                     | 4:04     |  |
| 3.  | «A Matter of Fact» (Letra alternativa) | 3:49     |  |

| 12" |                       |          |  |
| N.º | Título                | Duración |  |
| 1.  | «So Serious»          | 2:38     |  |
| 2.  | «A Matter of Fact»    | 4:04     |  |
| 3.  | «Destination Unknown» | 4:10     |  |

## Posición en listas
| País        | Lista            | Posición |
| ----------- | ---------------- | -------- |
| Reino Unido | UK Singles Chart | 77       |